# Victor Briol
Victor Joseph Briol (Mont, 28 mei 1905 – Jemeppe-sur-Sambre, 11 november 1964) was een Belgisch politicus voor de PCB.

## Levensloop
Briol werd geboren in een katholiek landbouwersgezin met acht kinderen en werkte al vanaf zijn achtste in de bosuitbating. Nadat hij in 1926 zijn militaire dienst had vervuld, werd hij aangeworven als adjunct-landbouwkundige voor het ministerie van Koloniën in Katanga, in het district Lomari. In 1930 verliet hij Belgisch-Congo en keerde hij terug naar België. Hij werkte vervolgens enkele jaren op zijn familiehofstede, alvorens hij in 1936 aan de slag ging in de staalfabriek Phénix Works in Flémalle. Van 1937 tot 1945 was hij brugwachter in Beloeil, in dienst van de waterwegen.
In januari 1940 trad hij toe tot de Kommunistische Partij van België (KPB-PCB). Enkele maanden later werd hij gemobiliseerd om mee te vechten in de Achttiendaagse Veldtocht, die van start ging na de Duitse invasie van België in mei 1940, in het kader van de Tweede Wereldoorlog. Na de Belgische capitulatie wist hij aan krijgsgevangenschap te ontsnappen en verbleef hij een tijd in Frankrijk. Na zijn terugkeer naar België was Briol vanaf september 1940 actief in het verzet, vooral door communistische leiders te helpen onderduiken en illegale kranten en pamfletten te produceren en te verspreiden. Einde 1941 werd hij penningmeester van de ondergrondse communistische partij voor Doornik-Aat en secretaris van 1942 tot april 1944. Van mei 1944 tot april 1945 was hij secretaris van de afdeling Charleroi. Hij werd ook afgevaardigde van de communistische partij bij de staf van het Onafhankelijkheidsfront. Vanaf maart 1943 leefde hij zelf ondergedoken, omdat hij opgespoord werd door de Gestapo. Briol werd na de oorlog niet als verzetsman erkend, omdat hij weigerde een dossier in te dienen, van oordeel zijnde dat hij niets anders dan zijn plicht had gedaan.
In mei 1945 werd hij politiek secretaris van de afdeling Namen en van 1946 tot 1948 was hij lid van het Centraal comité van de KPB-PCB. In oktober 1946 werd hij verkozen tot gemeenteraadslid van Andenne, maar moest in 1947 ontslag nemen omdat hij niet gedomicilieerd was in de gemeente. Eveneens in 1946 werd hij verkozen tot volksvertegenwoordiger voor het arrondissement Namen. Briol, die enkele jaren in Belgisch Congo had verbleven, was in de Kamer de woordvoerder van de PCB over koloniale kwesties in Belgisch-Congo en Ruanda-Urundi. Als Waals militant werd hij in 1947 eveneens lid van het provinciaal comité voor het beschermheerschap van het Congrès national wallon
Bij de verkiezingen van 1949 stelde hij zich geen kandidaat meer en trok hij zich terug uit de politiek. Briol was vervolgens arbeider of bediende in verschillende ondernemingen. In 1964 overleed hij op 59-jarige leeftijd aan kanker.